# Himmelsfärdskapellet
Himmelsfärdskapellet (hebreiska: קפלת העלייה, grekiska: Εκκλησάκι της Αναλήψεως) på Olivberget i Jerusalem markerar den plats varifrån Jesus enligt kristen och muslimsk tradition skall ha lämnat jorden för att återvända till himmelen.

## Historia

### Tidigare byggnader
Före kejsar Konstantins omvändelse till kristendomen år 312 firades Kristi himmelsfärd i en grotta på Olivberget (där Pater Noster-kyrkan står i dag), men vid pilgrimen Egerias besök 384 hade firandet flyttat till den plats där kapellet nu står. Det första kapellet på platsen uppfördes någon gång mellan 384 och 390 av en romersk adelsdam vid namn Poimenia. Poimenias kapell förstördes av perserna 614 och återuppfördes av patriark Modestus av Jerusalem. Denna kyrka var rund och öppen mot himlen. Modestus kyrka förstördes av araberna på 900-talet.

### Korsriddarnas kyrka
Kring år 1150 återuppbyggde och befäste korsriddarna kapellet som en åttakantig byggnad med tak. Byggnaden fungerade också som ett skyddande fort för pilgrimer på väg mot Jeriko. Sedan Saladin intagit Jerusalem 1187 omvandlades kapellet till moské och försågs med stenkupol och mihrab. Då kapellet i första hand besöktes av kristna uppförde ottomanerna en moské, Zawiyat al-Adawiyya, med tillhörande minaret vid sidan om kapellet år 1620.

## Kapellet i dag
Hela kapellområdet är alltjämt en del av moskén och drivs av Jerusalems islamska waqf, men är öppet för kristen tillbedjan.
Det nutida kapellet består av korsriddarnas kyrka och de muslimska tillbyggnaderna. Inne i själva kapellet finns ett stenblock med vad som sägs vara ett avtryck av Jesu högra fot. Ett motsvarande block med avtryck av den vänstra foten flyttades under medeltiden till al-Aqsamoskén.
Vid sidan om kapellet finns en grav. Enligt judisk tradition ligger där profetissan Hulda som levde på 600-talet f.Kr. De kristna menar att graven är från 400-talet e.Kr. och tillhör den kristna kvinnan Pelagia. Enligt muslimsk tradition är det i stället Rabia al-Adawiyya, en kvinna som levde på 700-talet e.Kr. och som givit namn åt moskén, som ligger i graven.